# Весенние Мелодии (мультфильм)
«Весенние Мелодии» — советский рисованный мультфильм по музыке П. И. Чайковского, созданный на киностудии «Союзмультфильм» в 1946 году режиссёром Дмитрием Бабиченко.

## Сюжет
Мультфильм о пробуждении природы, иллюстрируемый музыкальными произведениями П. И. Чайковского.
Зима не спешит отдавать весне свои права. Однако природа оживает и наступает весна. Пробуждаются и радуются тёплому солнышку птицы, звери, насекомые. И вот уже под музыку великого русского композитора всё оживает и танцует…

## Создатели
| сценарий и постановка | Дмитрия Бабиченко                                                               |
| художник-постановщик  | Константин Зотов                                                                |
| оператор              | Михаил Друян                                                                    |
| мультипликаторы       | Ламис Бредис, Борис Дёжкин, Григорий Козлов, Николай Фёдоров, Геннадий Филиппов |
| художники фонов       | Вера Валерианова, Константин Малышев, Галина Невзорова                          |
| ассистент режиссёра   | Елена Шилова                                                                    |
| по музыке             | Петра Ильича Чайковского                                                        |

## Видеоиздания
Мультфильм обычно выпускался на видео в системе PAL. В начале 1990-х мультфильм был выпущен на видеокассетах кинообъединением «Крупный план», позже к середине 1990-х — в VHS-сборнике «Лучшие советские мультфильмы» Studio PRO Video.
Также мультфильм был официально выпущен на DVD-диске компанией «Союз-видео».